# Aleno

1,2-propadieno, o aleno mais simples, também conhecido como aleno.

Um aleno é um hidrocarboneto no qual um átomo de carbono se liga mediante um ligação dupla com outros dois átomos de carbono. Aleno é além disso o nome comum para o composto original desta série, 1,2-propadieno.
Tal par de ligações faz com que os alenos sejam muito mais reativos que outros alquenos.
Por exemplo, sua reatividade com o cloros gasoso se parece mais com a reatividade dos alquinos. Os alenos podem ser quirais.

## Geometria

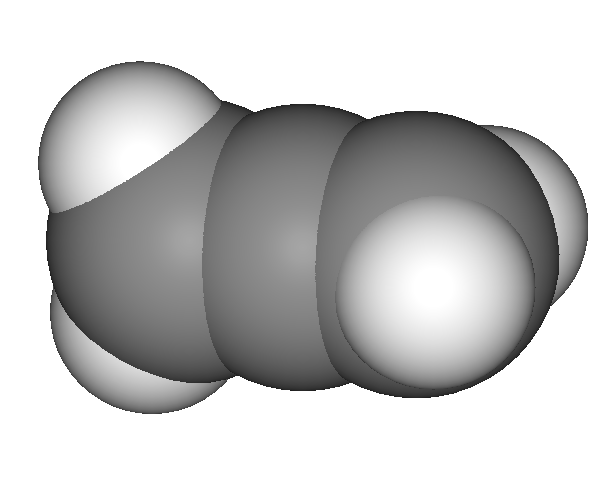
Vista 3D do aleno.

O carbono central do aleno forma duas ligações sigma e duas ligações pi. O carbono central é hibridizado sp, e os dois carbonos terminais são hibridizados sp2. O ângulo de ligação formado pelos três carbonos é 180°, indicando geometria linear para os carbonos do aleno.